# Наталі...
«Наталі…» (фр. Nathalie...) — французько-іспанський фільм-драма 2003 року, поставлений режисеркою Анн Фонтен.

## Сюжет
Катрін щасливо прожила 20 років зі своїм чоловіком, успішним бізнесменом. І раптом вона дізнається, що благовірний її зраджує. Спочатку вона почуває себе ображеною, але потім обманутій жінці приходить чудова ідея — Катрін пропонує своїй новій знайомій Марлен, не безкоштовно, звичайно, спокусити Бернара. Марлен змінює зовнішність та ім'я, на час ставши Наталі, знайомиться з Бернаром і узятися до виконання свого завдання, не забуваючи докладно розповідати про все цікавій дружині. Поступово між жінками встановлюються досить дивні відносини…

## У ролях
| • Фанні Ардан       | … | Катрін              |
| • Еммануель Беар    | … | Наталі/Марлен       |
| • Жерар Депардьє    | … | Бернар              |
| • Владимир Йорданов | … | Франсуа             |
| • Жудіт Магр        | … | мати Катрін         |
| • Родольф Полі      | … | син                 |
| • Евелін Дандрі     | … | власник бару        |
| • Аврора Отой       | … | пацієнтка Катрін    |
| • Ідіт Себюла       | … | Жислен              |
| • Арі Булонь        | … | чоловік на одну ніч |

## Нагороди та номінації
| Список нагород та номінацій      | Список нагород та номінацій | Список нагород та номінацій  | Список нагород та номінацій | Список нагород та номінацій | Список нагород та номінацій |
| Кінопремія                       | Дата церемонії              | Категорія                    | Номінант(и)                 | Результат                   |                             |
| -------------------------------- | --------------------------- | ---------------------------- | --------------------------- | --------------------------- | --------------------------- |
| Премія Європейської кіноакадемії | 2004                        | Найкраща європейська акторка | Фанні Ардан                 | Номінація                   |                             |
| Премія Європейської кіноакадемії | 2004                        | Найкраща європейська акторка | Еммануель Беар              | Номінація                   |                             |

## Факти про фільм
У своєму новому фільмі Анн Фонтен дозволила вп'яте зустрітися на екрані двом гігантам французького кіно — Жерару Депардьє і Фанні Ардан, перетворивши усталений за 20 років дует у тріо. Тут третьою гранню трикутника стала Емманюель Беар. Історія вийшла красивою, дуже французькою і жіночою, але водночас занадто ситою і буржуазною. Навіть еротизм у буржуазії при перевірці виявився теж якимось скромним[джерело?].